# Tiocolchicosídeo

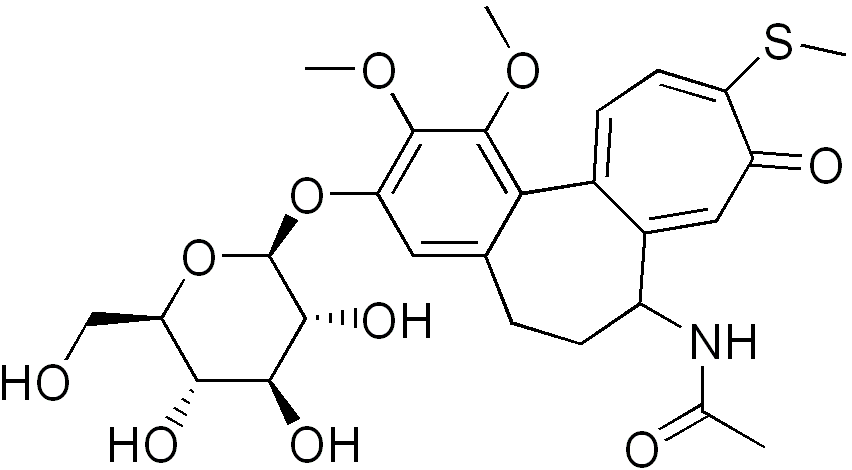

Tiocolchicosídeo (Muscoril, Myoril, Neoflax) (DCI;  nome comercial: Coltrax) é um fármaco utilizado pela medicina como miorrelaxante.
Trata-se de um relaxante musular com efeitos anti-inflamatórios e analgésicos. A sua forma de atuação é desconhecida, mas crê-se que seja via antagonismo de recetores acetilcolina nicotínicos. Porém, também parece ser competitivo antagonista de GABAA e recetores de glicina. Tem portanto poderosa atividade convulsante e não deve ser usado em indivídios propensos a crises epilépticas.

## Propriedades
Deprime os centros nervosos centrais, responsáveis pelo tônus muscular. É uma molécula de síntese e deriva-se da colchicina, na forma sulfonada.

## Indicações
- Reumatismos de partes moles.
- Torcicolo
- Tendinite
- Contraturas musculares
- Mialgias